# Баду (город)
Баду (фр. Badou) — город на территории области Плато в Того, у границы с Ганой.

## География
Расположен в 79 км к западу от административного центра области Атакпаме и в 10 км к востоку от границы с Ганой.

## Экономика
Бо́льшую часть населения города составляют фермеры, занимающиеся возделыванием товарных культур. В основном в районе Баду культивируются какао и кофе.